# NGC 3141
NGC 3141 é uma galáxia espiral (Sc) localizada na direcção da constelação de Hydra. Possui uma declinação de -16° 39' 11" e uma ascensão recta de 10 horas, 09 minutos e 19,8 segundos.
A galáxia NGC 3141 foi descoberta em 1886 por Frank Leavenworth.